# Sumy
Sumy (ukrajinsky Суми, rusky Сумы) jsou hlavní město Sumské oblasti na severovýchodní Ukrajině. Leží na řece Psel, levém přítoku Dněpru, nedaleko od hranic s Ruskem. Prochází tudy železniční magistrála Konotop – Charkov. Žije zde přibližně 260 000 obyvatel.

## Historie

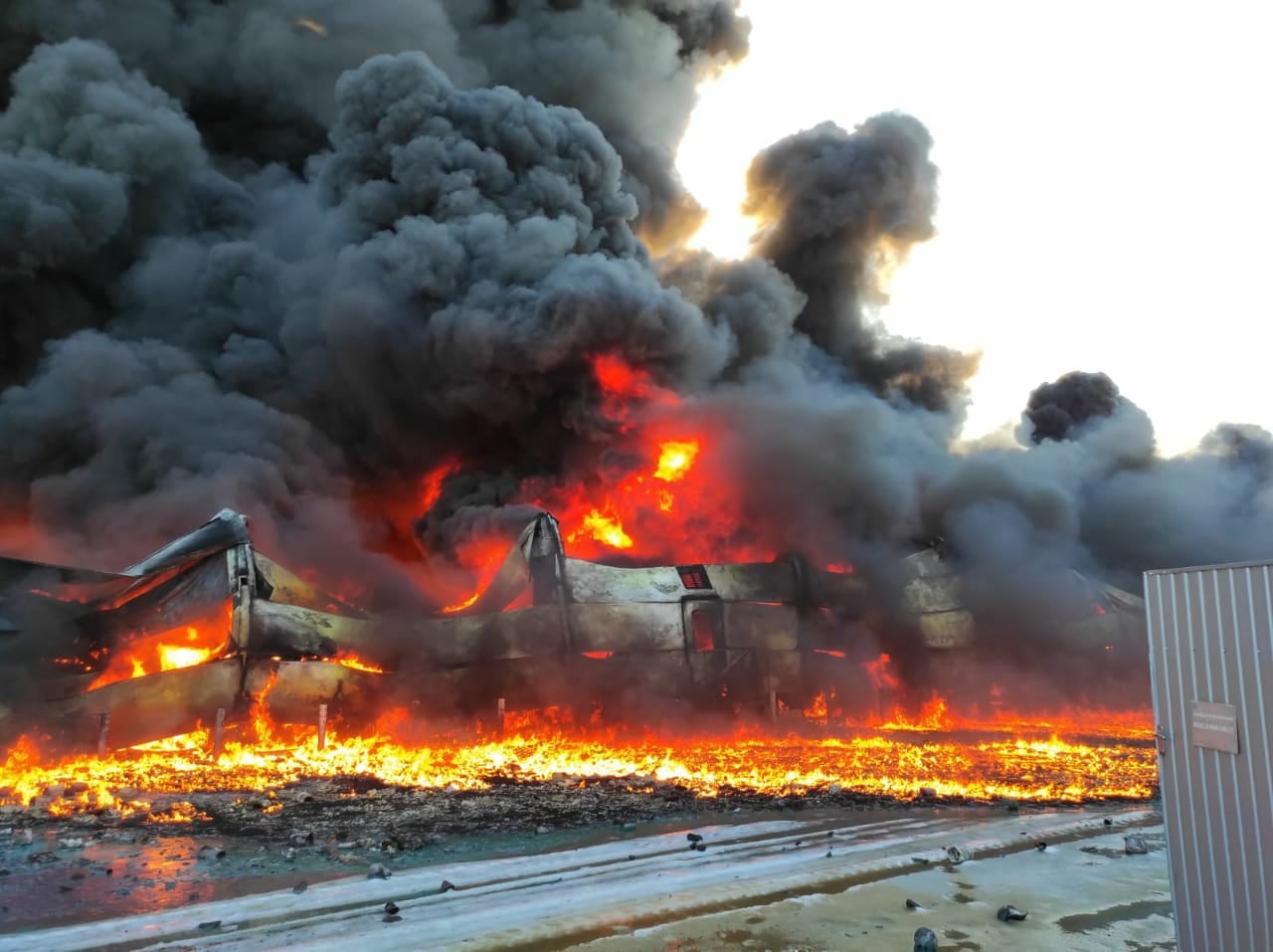
Požár továrny na barvy, zasažené ruskou raketou 18. března 2022

Již ve 2.-6. století žily na tomto území slovanské kmeny, zbytky sídel a pohřebišť byly nalezeny v jihozápadní části města (ulice Pavlova, Krugovaja). Z 8.- 10. století je archeologicky doložena osada Severjanů (v dnešní ulici Topoljanskaja). Stopy antického osídlení někteří historikové ztotožňují se starověkým ruským městem Lipetsk. V oblasti Zelenyj Gaj bylo berlitské sídliště z 9.-11. století s 14 mohylami, ve střední části města pozůstatky ruské osady Sumin z 11. století, jejíž jméno převzalo nové založení z roku 1652 nebo 1655, kdy na břehu Pselu vznikla kozácká pevnost, která měla chránit historický region Slobodská Ukrajina před Krymskými Tatary. Poté, co útoky přestaly, přešlo území pod ruskou říši a stalo se významným ekonomickým centrem. Počátkem 19. století byly Sumy kandidátem na zřízení první ukrajinské univerzity; byl však vybrán Charkov.
Během německé okupace za druhé světové války (1941–1943) utrpěly Sumy velké škody. Po válce byly zničené části města přebudovány.

### Ruská invaze 2022 a 2024
- Dne 24. února 2022, v první den ruské invaze na Ukrajinu v roce 2022, zaútočily na Sumy ruské jednotky. V dalších dnech následovala série výbuchů. Bitva o Sumy trvala do 8. dubna 2022 a skončila vítězstvím Ukrajinců.
- Další ruský útok následoval v srpnu 2024. V noci z 12. na 13. srpna zaútočilo ruské letectvo na kritickou infrastrukturu, část města zůstala bez proudu a bez dodávek plynu. Ruský útok poškodil elektrické vedení, rozvod plynu, budovu nemocnice a několik aut, uvedla oblastní vojenská správa.[1]

## Kultura a památky
- Městu dominuje katedrála (Spaso-Preobraženskyj sobor) v neoklasicistním slohu z 18. století, vícekrát přestavovaná, hlavně v roce 1858, v 80. letech 19. století přistavěna 56 metrů vysoká věž, po roce 1990 stavba rekonstruována vně i uvnitř; v interiéru fresky Vladimira Makovského a Klavdije Lebeděva.
- Chrám Vzkříšení z roku 1702, nejstarší budova ve městě.
- Katedrála kláštera sv. Pantaleona, postavena v roce 1911 podle návrhu Alekseje Ščuseva, podle vzoru středověkých chrámů v Novgorodě a Pskově.
- Hřbitovní kostel sv. Petra a Pavla (1851)
- Trojický chrám (Katedrála Nejsvětější Trojice) z let 1902–1914, podle vzoru katedrály sv. Izáka v Petrohradu; uvnitř ikony od Michaila Vasiljeviče Něstěrova, roku 1917 nedokončené kvůli revoluci.
- Budova Oblastní filharmonie
- Ukrajinská bankovní akademie (škola), dříve banka
- Usedlost Suchanovových-Sumovských
- Usedlost Šteryčevové
- Muzeum umění Nikanora Onackého

## Školství
Ve městě sídlí 4 vysoké školy, 9 středních škol, vlastivědné a umělecké muzeum a Muzeum Antona Pavloviče Čechova.

## Obyvatelstvo

### Vývoj počtu obyvatel
| Rok         | 1850   | 1897   | 1913   | 1926   | 1939   | 1959   | 1970    | 1979    | 1989    | 2001    | 2010    |
| Počet obyv. | 11 500 | 27 564 | 50 400 | 44 000 | 69 000 | 98 000 | 159 000 | 231 558 | 293 706 | 295 847 | 273 984 |

### Národnostní zastoupení
- 1897 – 70,53 % Ukrajinci, 24,1 % Rusové, 2,6 % Židé
- 1926 – 80,7 % Ukrajinci, 11,8 % Rusové, 5,5 % Židé
- 1959 – 79 % Ukrajinci, 20 % Rusové

## Osobnosti
- Vladimir Golubničij (1936–2021), sovětský atlet, chodec
- Mychajlo Fomenko (1948–2024), ukrajinský fotbalista a trenér
- Dmytro Kuleba (* 1981), ukrajinský diplomat a politik
- Vita a Valj Semerenkovy (* 1986), ukrajinské biatlonistky
- Anastasija Merkušinová (* 1995), ukrajinská biatlonistka

## Partnerská města
- Celle, Německo
- Banská Bystrica, Slovensko
- Gorzów Wielkopolski, Polsko
- Charbin, Čína
- Kutaisi, Gruzie
- Lublin, Polsko
- Mažeikiai, Litva
- Sacramento, Spojené státy americké (2023)
- Sin-siang, Čína
- Vraca, Bulharsko

## Galerie
|                |                                   |                              |                     |                 |                      |                          |                      |
| Trojický chrám | Usedlost Suchanovových-Sumovských | Ukrajinská bankovní akademie | Preobraženský chrám | Chrám Vzkříšení | Oblastní filharmonie | Muzeum umění N. Onackého | Usedlost Šteryčevové |